# 이길호

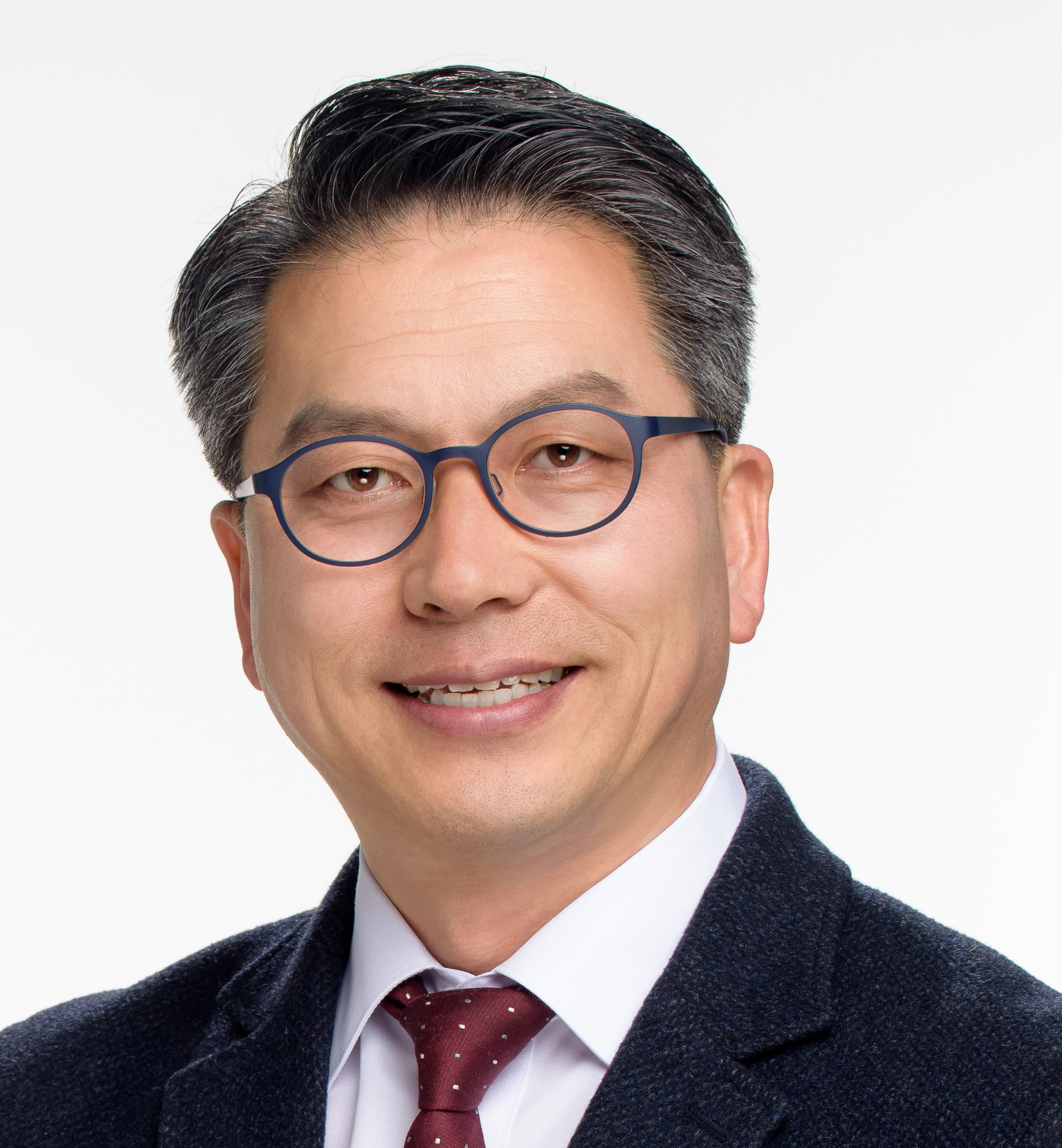
이길호

이길호(1965년 10월 20일 ~)는 전라남도 무안 출신의 기업인이자 정치인이다.

## 학력
- 목포고등학교 졸업
- 연세대학교 정치외교학과 졸업
- 연세대학교 행정대학원 석사
- 경기대학교 정치전문대학원 박사과정

## 경력
- (주)미래에스엠씨 대표이사
- (전)바르게살기운동시흥시협의회 회장
- (전)시흥시민대학 운영위원
- (전)경기발전연구소 정책실장
- 2004.4 국회의원 출마(새천년민주당,시흥시갑)
- (전)경기매일 논설위원
- (전)국회 김홍일의원실 비서관
- (전)한국고속철도건설공단 홍보과장

## 수상
- 2017 대한민국 환경안전실천대상 환경부문
- 1995 건설교통부 장관상

## 관련기사
- 은계지구와 배곧에 학교를 충분히 지어야 한다. 《주간시흥》 2016/11/01
- 아파트 중심도시 시흥, 공동주택 관리 지원센터 설립 서둘러야 《주간시흥》 2017/08/28
- 시흥시 대중교통체계 개편에 대한 의견 《주간시흥》 2017/01/12
- 시흥시 포동 폐염전 친환경 글로벌 관광도시로 개발해야 《주간시흥》2017/06/01
- ‘시흥문화비전 2030’에 대한 제언 《주간시흥》 2016/12/16
- 불법 자가용 택시영업 기승에 관내 택시업계 비상 《주간시흥》 2017/03/23
- “버스 사각지대 시흥시, 대중교통 허브가 대안이다.” 《시흥신문》 2017/12/03
- 아이들에게 획일화된 역사 교육을 강요해서는 안된다. 《시흥신문》 2015/10/17
- 정치인은 국민을 섬겨야하고 시민은 정치인을 대표로서 존중해야 한다. 《시흥신문》 2015/11/28
- 우리 시흥에도 명품축제 하나쯤 있었으면.. 《시흥신문》 2014/10/25
- 갯골축제에 대하여 《시흥신문》 2015/09/06